# Petter Bjällö
Petter Bjällö (* 17. April 1975 in Viken bei Helsingborg, Schweden) ist schwedischer Musicaldarsteller im deutschsprachigen Raum.

## Leben
Bjällö absolvierte von 1995 bis 1999 eine Musicalausbildung an der Göteborg Ballettakademie, die er mit Diplom abschloss. Seine ersten Rollen nahm er noch in Schweden an, dort spielte er unter anderem in Hair, in Annie, den Zach in A Chorus Line und den Roger in Grease.
Dann ging er mit Vom Broadway bis Duvemala auf Tournee. In Deutschland war er als Antoine Teil der Weltpremiere von Der Glöckner von Notre Dame in Berlin. Als Graf Károlyi stand er 2002/2003 in Essen neben dem ebenfalls schwedischen Darsteller Jesper Tydén im Musical Elisabeth auf der Bühne. Dort blieb er, um von 2003 bis 2005 in Aida als Zoser und Radames aufzutreten. 2005 sang er gemeinsam mit Jana Werner bei den Freilichtspielen Tecklenburg den Sir Lionel in dem Musical Camelot. Außerdem gab er dort gemeinsam mit seinem damaligen Lebensgefährten, dem Musicaldarsteller Claus Dam, einen Konzertabend mit Musicalmelodien von Cole Porter. Mit Dam spielte er auch gemeinsam in Essen in Elisabeth und trat in weiteren gemeinsamen Abendprogrammen auf. Am Aalto-Theater in Essen spielte er 2005/2006 die Rollen Bill Calhoun/Lucentio in Cole Porters Musical Kiss me Kate. Weiterhin nahm er an der Castingshow Musical Showstar 2008 teil. 2010 war er in Wicked – Die Hexen von Oz in Stuttgart und Oberhausen zu sehen. 2016 war er mit einer Musical-Highlights-Tour durch Deutschland unterwegs. 2018 kam ein neues Album Jul mit traditionellen und neuen Weihnachtsliedern heraus.

## Privates
Petter Bjällö ist mit Paul Glaser, dem Geschäftsführer des The English Theatre of Hamburg, verheiratet.

## Musicalrollen (Auswahl)
- Melvin Greenback in Life
- Bill und Lucentio in Kiss me, Kate
- Radames/Zoser in Aida
- Sir Lionel in Camelot
- Biest in Die Schöne und das Biest
- Zauberer/Dr. Dillamonth in Wicked
- Ramon de la Vega in Zorro